# Хамраева, Обида
Обида Хамраева — советский хозяйственный деятель, Герой Социалистического Труда.

## Биография
Родилась в 1940 году в Гиждуванском районе Бухарской области. Член КПСС.
В 1954—1991 гг. — колхозница полеводческой бригады, механик-водитель хлопкоуборочныюой машины ХВС-1,2, бригадир хлопководческой бригады, бригадир животноводческой бригады, председатель колхоза «Гулистан» Гиждуванского района Бухарской области Узбекской ССР.
Делегат XXIV съезда КПСС.
Указом Президиума Верховного Совета СССР от 25 декабря 1976 года присвоено звание Героя Социалистического Труда с вручением ордена Ленина и золотой медали «Серп и Молот».
Живёт в Гиждуванском районе Бухарской области Узбекистана.

## Награды и звания
- Герой Социалистического Труда (25.12.1976)
- Орден Ленина (14.12.1972, 25.12.1976)